# With These Hands
With These Hands ist ein US-amerikanischer Dokumentar-Spielfilm aus dem Jahr 1950.

## Handlung
Der 65-jährige Alexander Brody, Angestellter in einer Kleidungsmanufaktur, will in Rente gehen. Während er auf seinen Rentenbescheid wartet, lässt er sein Arbeitsleben Revue passieren.
1910 müssen die Arbeiter in den Manufakturen jede Order genau befolgen. Alexander hält die Verhältnisse nicht aus und kündigt, was seine Frau Jenny bekümmert. Er besucht ein Gewerkschaftstreffen, kurze Zeit später treten 55.000 Arbeiter in den Streik. Der Streik dauert 58 Tage, die Familien verkaufen ihre Wertsachen, um sich versorgen zu können. Nach Streikende ermuntert Alexanders früherer Vorarbeiter die Gewerkschaftsmitglieder, sich politisch zu betätigen. Alexander wird Zeuge einer manipulierten Wahl und fordert eine neue Auszählung der Stimmen. Er wird zusammengeschlagen. Einige Arbeiter befürchten, dass die Gewerkschaften zu viel Macht anhäufen.
Die Betreiber der Triangle Waist Company wollen verhindern, dass ihre Angestellten, zumeist minderjährige Mädchen, mit Gewerkschaftern reden. Am 25. März 1911 bricht ein Brand in der Fabrik aus, bei dem 146 Arbeiterinnen ums Leben kommen. Nach der Katastrophe erhält die Gewerkschaft neuen Zulauf. Als Alexanders Freund und Kollege DeLeo an Tuberkulose erkrankt, weist ihn der Gewerkschaftsarzt in ein Sanatorium ein.
Alexander dient während des Ersten Weltkrieges in Frankreich. Nach dem Krieg verbessern sich die Arbeitsverhältnisse in den Manufakturen stetig. Ein Generalstreik 1926, der von der kommunistischen Partei initiiert wird, ruiniert die Gewerkschaft. Der Börsencrash 1929 lässt viele Menschen arbeitslos werden. Der neue Präsident Franklin D. Roosevelt ruft den National Recovery Act 1933 ins Leben. DeLeo, mittlerweile wieder gesund, organisiert die Gewerkschaft neu. Nach kurzer Zeit sind schon 250.000 Arbeiter Mitglied der Gewerkschaft, die mit den Arbeitgebern in Verhandlungen tritt.
Als die Gewerkschaft 400.000 Mitglieder zählt, wird in den Poconos-Bergen in Pennsylvania eine Familien- und Erholungsstätte errichtet. Die Gewerkschaft kümmert sich auch um das Gesundheitswesen, richtet einen Renten- und Sterbefond ein. Alexander braucht nur einige wenige Minuten, um seine Papiere zu unterzeichnen und in den Genuss der Rente zu kommen.

## Kritiken
Bosley Crowther von der New York Times beschrieb den Film als Dokumentarfilm, der die Leistungen der Gewerkschaft preist. Während diese Leistungen beeindruckend sind und in rührender Weise dargestellt werden, sind sie jedoch nicht der Stoff für eine erfolgreiche Kinounterhaltung.

## Auszeichnungen
1951 wurde der Film in der Kategorie Bester Dokumentarfilm für den Oscar nominiert.

## Hintergrund
Der Film wurde von der Ladies Garment Workers Union mitfinanziert. Die Premiere fand am 15. Juni 1950 statt, zum 50. Jahrestag der Gewerkschaftsgründung.
Alexander Scourby gab mit diesem Film sein Leinwand-Debüt.